# Blind Date (televisieprogramma)
Blind Date was een Vlaamse datingshow die bijna tien jaar lang gepresenteerd werd door Ingeborg, die vervolgens werd opgevolgd door Elke Vanelderen en Nathalie Meskens. Elke aflevering is er een man/vrouw die hoopt tussen 3 kandidaten zijn droomman/-vrouw te vinden. Dat doet hij/zij door de kandidaten vragen te stellen. Uiteindelijk blijft er nog één persoon over en daar mag hij/zij dan mee op reis. Die laatste persoon kan eventueel ook nog gewisseld worden wanneer hij/zij toch denkt dat de andere kandidaat beter bij hem zou passen. Een week later komt het 'koppel' dan weer naar de studio om de reis te evalueren. Het gebeurt ook dat er een thema-aflevering gemaakt wordt, of een aflevering met bekende Vlamingen. Zo gebeurde het eens per jaar dat homo's op zoek konden gaan naar een nieuw vriendje, of bekende Vlaming Joyce Van Nimmen haar nieuwste aanwinst voor het programma zocht.
Volgens Ingeborg waren grote delen van het programma in scène gezet.

## Presentatie
- Ingeborg Sergeant (seizoen 1 - seizoen 9)
- Elke Vanelderen (seizoen 10)
- Nathalie Meskens (seizoen 11)